# Blanche Calloway
Blanche Dorothea Jones Calloway (Rochester, 9 febbraio 1902 – Baltimora, 16 dicembre 1978) è stata una cantante statunitense.

## Biografia
Sorella maggiore di Cab Calloway, ha iniziato la sua carriera nel mondo dello spettacolo negli anni '20 come cantante. Fu proprio lei ad avviare la carriera del fratello Cab che, con il suo aiuto, venne introdotto negli ambienti jazz di Chicago. Oltre a Cab, aveva come sorelle Bernice Monroe e Camilla Coverdale, e due fratelli, Elmer e John N. Fortune Jr. Nel 1921 apparve nel musical Shuffle Along di Eubie Blake e Noble Sissle.
Nei primi anni '30 ha fatto parte della band del fratello, prima di diventare lei bandleader di una jazz band a Baltimora. Ha scritto tra gli altri i brani Rhythm in the River, I Need Loving e Growling Dan.
Negli anni '50 divenne disc jockey per una stazione radiofonica di Miami Beach. È stata anche imprenditrice avendo fondato nel 1968 una società di vendita di cosmetici e gioielli.
È deceduta a Baltimora all'età di 76 anni.